# Блидене (остановочный пункт)
Бли́дене (латыш. Blīdene) — бывшая станция, позднее — остановочный пункт на железнодорожной линии Елгава — Лиепая в Блиденской волости Броценского края Латвии. Находился между платформой Йоста и станцией Броцены.

## История
Станция была открыта 10 октября 1927 года. В 1932 по проекту Я. Шарловса построено двухэтажное пассажирское здание. Второй этаж здания жилой, под зданием имеется подвал. Из-за высокого уровня грунтовых вод в районе станции, здание приподнято и с перрона ко входу ведут две террасы. Площадь постройки — 300 м². Переоборудована в остановочный пункт в 1990 гг. Остановочный пункт закрыт 15 августа 2001 года.